# Gradski stadion Smederevo
Das Gradski stadion Smederevo (serbisch-kyrillisch Градски стадион Смедерево; „Stadtstadion bzw. Städtisches Stadion Smederevo“) ist ein „reines“ Fußballstadion und Heimspielstätte des FK Smederevo, einem serbischen Fußballverein aus Smederevo, welche 17.200 Sitzplätze bietet.

## Geschichte
Die Anlage nahe dem Donauufer bekam sein heutiges Aussehen mit dem jüngsten Umbau im Jahr 2000. Die Sportstätte war Gastgeber des Rugby-Ligaspiels zwischen Serbien und Wales während des Europa-Pokals 2009. Das Stadion ist auch unter dem Spitznamen Tvrđava (deutsch Die Festung) bekannt.